# Holger Freitag
Pour les articles homonymes, voir Freitag.
Holger Freitag, né le 8 octobre 1963 à Steinheidel-Erlabrunn, aujourd'hui commune de Breitenbrunn/Erzgeb., est un sauteur à ski est-allemand. Il est le père de Richard Freitag, sauteur à ski des années 2010, et de Selina Freitag, sauteuse à ski des années 2020.

## Biographie
Membre du club Dinamo Klingenthal, Holger Freiatg fait ses débuts internationaux dans la Tournée des quatre tremplins 1980-1981, comptant pour la Coupe du monde, sans obtenir de résultat dans le top 50.
Aux Championnats du monde 1982, il est au mieux 27e en individuel et est quatrième par équipes.
Lors des Jeux olympiques d'hiver de 1984 à Sarajevo, il se classe 35e sur le concours en petit tremplin. La même année, il remporte l'unique victoire de sa carrière dans la Coupe du monde sur le grand tremplin d'Harrachov, soit également son unique podium individuel, alors que son meilleur résultat était jusque-là une onzième place deux jours plus tôt à Bischofshofen. Il prend sa retraite sportive après la saison 1985-1986.
Il étudie ensuite la médecine et devient chirurgien en orthopédie.

## Palmarès

### Jeux olympiques
| Épreuve / Édition | Sarajevo 1984 |
| Petit tremplin    | 35e           |

### Championnats du monde
| Épreuve / Édition | Oslo 1982 |
| Petit tremplin    | 27e       |
| Grand tremplin    | 39e       |
| Par équipes       | 4e        |

### Coupe du monde
- Meilleur classement général : 24e en 1983.
- 1 podium individuel : 1 victoire.

#### Victoire individuelle
| Année | Lieu                        |
| 1983  | Harrachov (Tchécoslovaquie) |

#### Classements généraux
| Compet'/Année | Compet'/Année | Classement général | Classement général |
| ------------- | ------------- | ------------------ | ------------------ |
| Compet'/Année | Compet'/Année | Class.             | Points             |
| 1983          | 1983          | 24e                | 32                 |
| 1984          | 1984          | 29e                | 38                 |
| 1985          | 1985          | 42e                | 14                 |